# Támesis
Támesis este un municipiu din departamentul Antioquia, Columbia.